# 戸川安泰
戸川 安泰（とがわ やすひろ、元文2年（1737年） - 宝暦5年9月20日（1755年10月25日）は、江戸時代中期の幕臣（旗本）。通称は金蔵、のち主税。
先代・安聡の子として生まれ、父の死により家督を相続したが、宝暦5年9月20日急逝した。
跡目は弟で養子の安熈が継いだ。

## 系譜
- 父：戸川安聡
- 母：松平忠周の娘
- 妻：不詳
- 養子
  - 男子：戸川安熈（安聡の七男）